# Faye Marsay
Faye Elaine Marsay (Middlesbrough, Inglaterra, 30 de diciembre de 1986) es una actriz británica conocida por haber interpretado a the Waif (la niña abandonada) en la serie Game of Thrones.

## Biografía
En el 2012 ganó el "Spotlight Prize", y se graduó del Bristol Old Vic Theatre School.

## Carrera
En 2013 se unió al elenco principal de la serie The White Queen, donde interpretó a Ana Neville, la esposa de Ricardo, Duque de Gloucester (interpretado por Aneurin Barnard), hasta el final de la serie ese mismo año.
Ese mismo año apareció en la segunda temporada de la serie The Bletchley Circle, donde interpretó a Lizzie.
En 2015 dio vida al personaje de Amy en el videojuego Need For Speed.
Ese mismo año se unió al elenco recurrente de la popular serie Game of Thrones, donde interpretó a the Waif (la niña abandonada), hasta 2016.
En 2016 se unió al elenco de la miniserie Love, Nina, donde dio vida a Nina. También apareció en un capítulo de la tercera temporada de la serie Black Mirror.
Ese mismo año se anunció que se uniría al elenco principal de la serie McMafia, para dar vida a Katya Godman, la hermana de Alex Godman (interpretado por James Norton).
En 2022 interpreta a Vel Sartha en la serie de Disney+ Andor, un spin-off de la película Rogue One: una historia de Star Wars.

## Filmografía[7]

### Televisión
| Año         | Título                    | Personaje                     | Notas                                                              |
| ----------- | ------------------------- | ----------------------------- | ------------------------------------------------------------------ |
| 2022        | Andor                     | Vel Sartha                    | Serie de Disney+; spin-off de Rogue One: una historia de Star Wars |
| 2020        | Avocado Toast: The Series | The One                       | -                                                                  |
| 2018        | McMafia                   | Katya Godman                  | -                                                                  |
| 2016        | Love, Nina                | Nina                          | 5 episodios; miniserie                                             |
| 2016        | Black Mirror              | Blue Colson                   | Episodio: "Hated in the Nation"                                    |
| 2016        | Vera                      | Christine                     | Episodio: "Dark Road"                                              |
| 2015 - 2016 | Game of Thrones           | The Waif (la niña abandonada) | 11 episodios                                                       |
| 2015        | My Mad Fat Diary          | Katie Springer                | 3 episodios                                                        |
| 2014        | Doctor Who                | Shona                         | Episodio: "Last Christmas"                                         |
| 2014        | Glue                      | Janine Riley                  | 8 episodios; miniserie                                             |
| 2014        | The Bletchley Circle      | Lizzie                        | 4 episodios                                                        |
| 2013        | Fresh Meat                | Candice                       | 8 episodios                                                        |
| 2013        | The White Queen           | Anne Neville                  | 10 episodios                                                       |

### Cine
| Año  | Título      | Personaje | Notas                                                                                         |
| ---- | ----------- | --------- | --------------------------------------------------------------------------------------------- |
| 2014 | Pride       | Steph     | Junto a Ben Schnetzer, Abram Rooney, George MacKay, Andrew Scott, Joseph Gilgun y Freddie Fox |
| 2008 | Is That It? | Sue       | Junto a Amy Richardson, Hayley Webb, Jenna Johnson y Kirsty Feltham                           |

### Videojuegos
| Año  | Título         | Personaje | Notas                           |
| ---- | -------------- | --------- | ------------------------------- |
| 2015 | Need for Speed | Amy       | Prestó su voz para el personaje |

### Teatro
| Año | Título                    | Personaje                | Director (a)     | Teatro       |
| --- | ------------------------- | ------------------------ | ---------------- | ------------ |
| -   | The Good Soul of Szechuan | Shen Te/Shui Ta          | Patrick Sandford | BOVTS        |
| -   | Disco Pigs                | Runt                     | Anna Simpson     | BOVTS        |
| -   | Macbeth                   | Hermana                  | John Hartock     | BOVTS        |
| -   | Hard Times                | Sissy Jupe               | Sue Wilson       | BOVTS        |
| -   | Peter Pan                 | Tinker Bell / Tiger Lily | Erica Whyman     | -            |
| -   | The Journey               | Owen                     | Mark Lloyd       | Live Theatre |
| -   | Hansel y Gretel           | Woodfolk                 | Erica Whyman     | -            |
| -   | Five Kinds of Silence     | Susan                    | Rachel Oliver    | -            |
| -   | 4.48 Psychosis            | Joven                    | Kat Downing      | -            |